# Hertogdom Saksen-Coburg en Gotha
Het hertogdom Saksen-Coburg en Gotha (Duits: Herzogtum Sachsen-Coburg und Gotha) was een Duitse staat die bestond van 1826 tot 1918.  Het behoorde achtereenvolgens tot de Duitse Bond, de Noord-Duitse Bond en het Duitse Keizerrijk. De hoofdsteden waren Coburg en Gotha. Het land werd geregeerd door het Huis Saksen-Coburg en Gotha. Door een geschikte huwelijkspolitiek was het hertoghuis verbonden met vorstenhuizen in heel Europa.
Het hertogdom bestond uit drie landsdelen die in personele unie met elkaar verenigd waren. Coburg en Gotha lagen in Thüringen in het midden van Duitsland. Het vorstendom Lichtenberg lag ongeveer 400 kilometer ten zuidwesten van Coburg en Gotha, in het Rijnland. Lichtenberg werd in 1836 aan Pruisen verkocht. De economie van Coburg werd bepaald door de landbouw, terwijl Gotha snel groeide vanwege de vroege industrialisering. 
Saksen-Coburg en Gotha ontstond in 1826 door de herverdeling van de verschillende hertogdommen in Thüringen. Na het uitsterven van het huis Saksen-Gotha-Altenburg viel Gotha aan de hertog van Saksen-Coburg-Saalfeld, die daarvoor Saalfeld moest afstaan. Het nieuwe hertogdom was staatkundig niet verenigd: de landsdelen werden onafhankelijk van elkaar bestuurd. 
Voor 1861 maakte de hertog zich sterk voor een verenigd en liberaal Duitsland. Tijdens de Oostenrijks-Pruisische Oorlog in 1866 koos hij toch zijde van Pruisen. In 1867 trad het land toe tot de Noord-Duitse Bond. Saksen-Coburg en Gotha werd in 1871 een van de deelstaten van het Duitse Keizerrijk. Als gevolg van de Novemberrevolutie van 1918, aan het einde van de Eerste Wereldoorlog, moest de hertog aftreden. Coburg en Gotha werden onafhankelijke vrijstaten. In 1920 werd Gotha onderdeel van Thüringen, terwijl Coburg zich bij Beieren aansloot.

## Geschiedenis
De staat ontstond toen Frederik August I van Saksen in 1826 de Ernstijnse hertogdommen opnieuw indeelde. Na het uitsterven van de linie Saksen-Gotha-Altenburg ruilde de hertog van Saksen-Hildburghausen zijn hertogdom met Saksen-Altenburg. De linie Saksen-Meiningen verkreeg Saksen-Hildburghausen, het Saalfeldse deel van Saksen-Coburg-Saalfeld en het district Themar. Saksen-Coburg-Saalfeld kreeg hiervoor in ruil Saksen-Gotha en van Saksen-Hildburghausen de districten Königsberg en Sonnefeld.
Tot de staat behoorde ook het vorstendom Lichtenberg, dat hertog Ernst I na het Congres van Wenen in 1816 uit erkentelijkheid had ontvangen. Het vorstendom werd in verband met de grote afstand tot Coburg en de onrust na het Hambacher Fest in 1834 aan Pruisen verkocht.
Coburg en Gotha bleven formeel twee staten die in personele unie door één vorst werden geregeerd. Men verzuimde in 1826 de twee tot één staat samen te smeden. Latere pogingen hiertoe mislukten, in 1867 omdat de Gothase landdag de Coburgse schulden niet wilde overnemen en in 1872 toen de samenvoegingskwestie met het domeinenvraagstuk werd verbonden.
Saksen-Coburg en Gotha trad in 1834 toe tot de Zollverein, in 1866 tot de Noord-Duitse Bond en in 1871 tot het Duitse Keizerrijk. Als dubbelhertogdom bezat het in de Bondsraad te Berlijn echter maar één stem.
Hertog Karel Eduard deed in de Novemberrevolutie van 1918 troonsafstand. De staat viel nu uiteen in de vrijstaat Gotha en de vrijstaat Coburg. Deze laatste werd na een referendum in 1919 verenigd met Beieren, Gotha ging datzelfde jaar op in Thüringen.

## Hertogen
- 1826-1844: Ernst I
- 1844-1893: Ernst II
- 1893-1900: Alfred
  - 1900-1905: Ernst zu Hohenlohe-Langenburg (regent)
- 1900-1918: Karel Eduard

## Territorium
Saksen-Coburg en Gotha bestond uit het hertogdom Saksen-Coburg en noordelijk daarvan het hertogdom Saksen-Gotha. De twee staten werden van elkaar gescheiden door delen van Pruisen en Saksen-Meiningen. Daarnaast behoorden tot beide hertogdommen verschillende exclaves in vreemd gebied.

## België en Saksen-Coburg en Gotha
Toen België in 1830 onafhankelijk werd moest er een koning worden gevonden. Uiteindelijk vond men de jongere broer van hertog Ernst I van Saksen-Coburg-Gotha, Leopold, bereid de kroon te aanvaarden. Hij legde op 21 juli 1831 de eed af als koning Leopold I.
In 1920 besloot koning Albert I de titel hertog van Saksen en de familienaam Saksen-Coburg-Gotha niet meer te gebruiken vanwege de wandaden die Duitse troepen in de Eerste Wereldoorlog in België hadden gepleegd. Het Belgische koninklijk huis heet sindsdien officieel van België.
- 1831-1865: Leopold I
- 1865-1909: Leopold II
- 1909-1934: Albert I

### Deelgebieden

#### HertogdomSaksen-Gotha
- Oppervlakte: 1415 km²
- Bevolking: 141.446 (1885), 182.359 (1910)
- Steden: Gotha, Zella St. Blasii, Ohrdruf, Waltershausen
- Exclaves: Volkenroda, Körner, Klein-Keula, Menteroda, Hohenbergen, Pöthen, Obermehlen, Nazza, Ebenshausen, Frankenroda, Hallungen, Neukirchen, Lauterbach, Werningshausen, Neuroda, Trassdorf, Kettmannshausen

#### HertogdomSaksen-Coburg
- Oppervlakte: 562 km²
- Bevolking: 57.383 (1885), 74.818 (1910)
- Steden: Coburg, Königsberg, Neustadt bei Coburg, Rodach
- Exclaves: Königsberg, Altershausen, Dörfles, Hellingen, Köslau, Kottenbrunn, Erlsdorf, Nassach

#### VorstendomLichtenberg(tot 1834)
- Oppervlakte: 537 km²
- Bevolking: ca. 25.000 (1816)
- Steden: St. Wendel, Baumholder

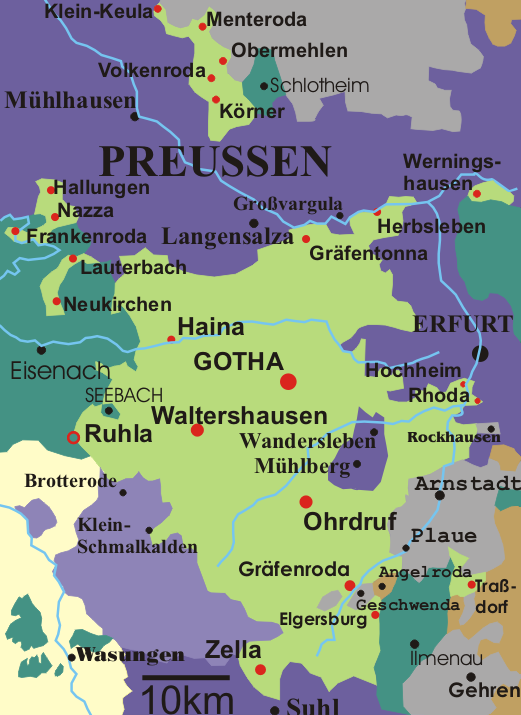
Saksen-Gotha
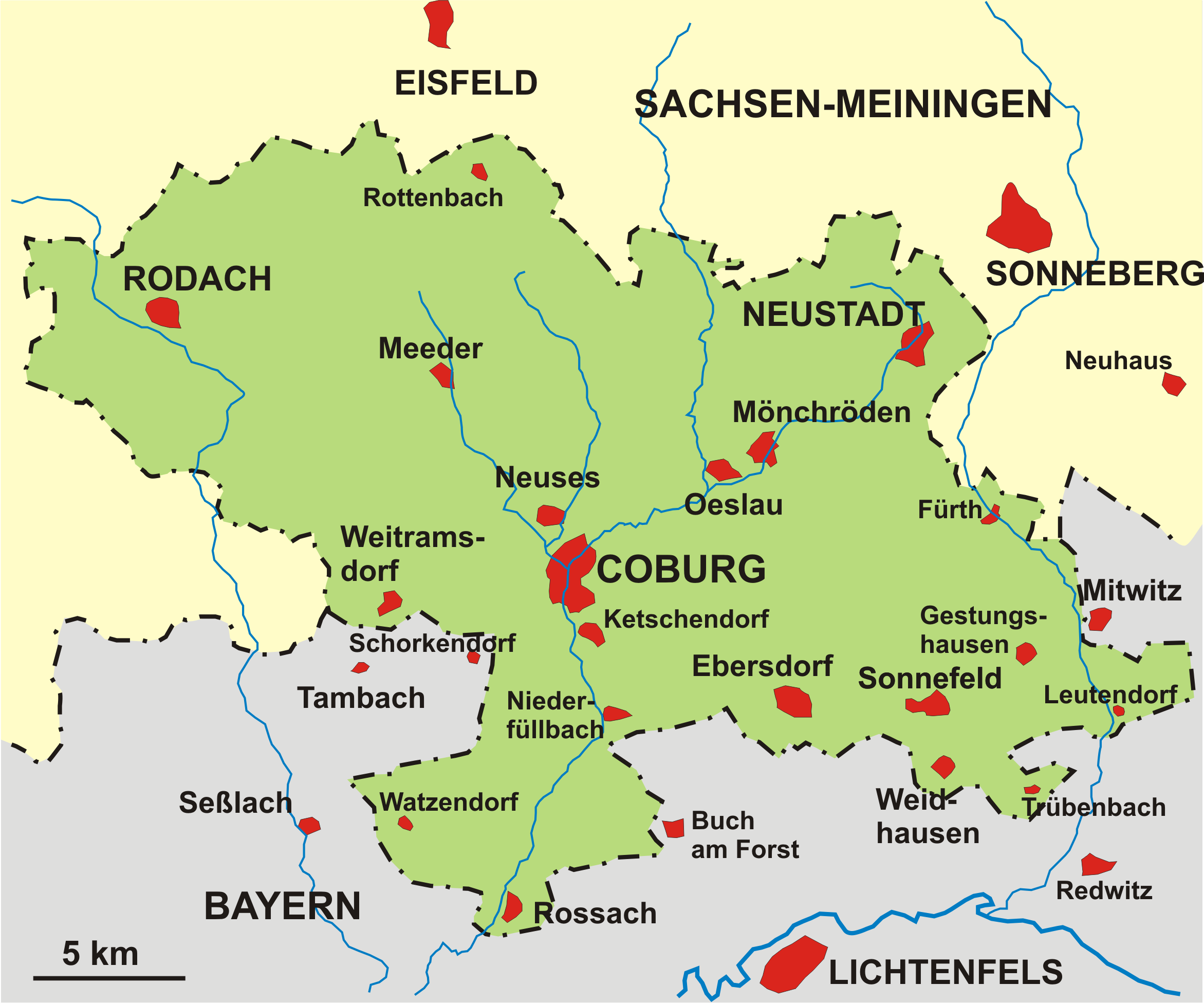
Saksen-Coburg
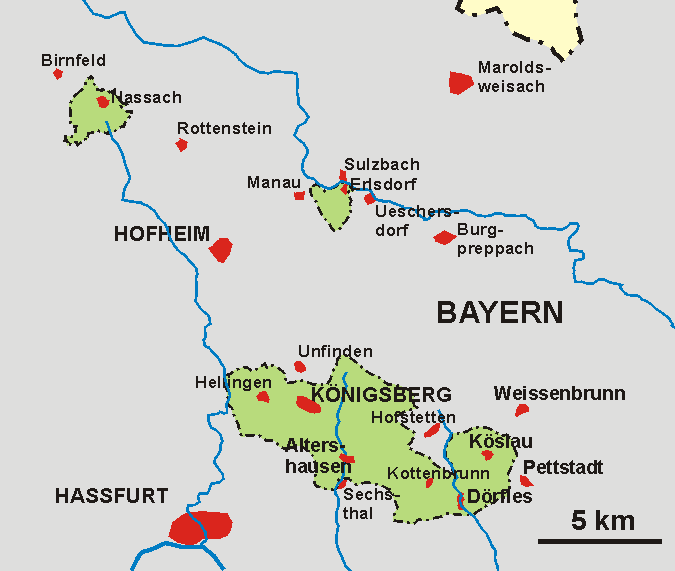
Exclave Königsberg (Saksen-Coburg)
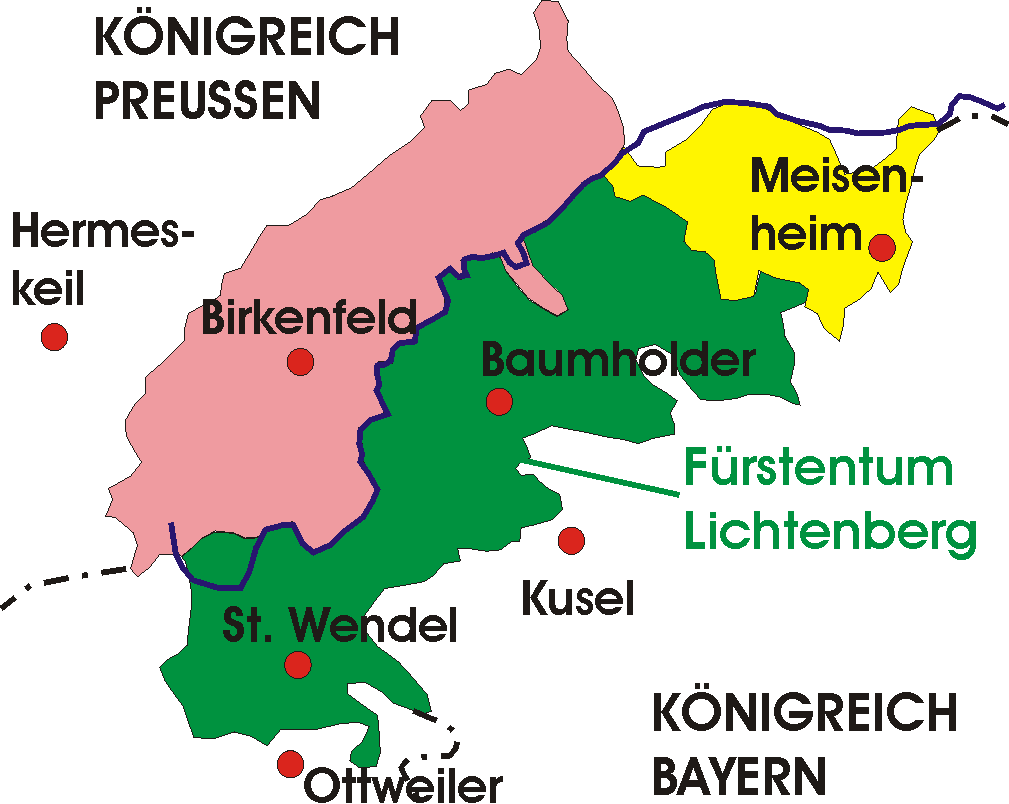
Vorstendom Lichtenberg